# Barley with Wheatley Booth
Barley with Wheatley Booth is een civil parish in het bestuurlijke gebied Pendle, in het Engelse graafschap Lancashire met 298 inwoners.